# Dmitri Posdnjakow
Dmitri Anatoljewitsch Posdnjakow (russisch Дмитрий Анатольевич Поздняков; * 6. Juli 1972 in  Zelinograd, damals Kasachische SSR, Sowjetunion) ist ein früherer kasachischer Biathlet.
Dmitri Posdnjakow startete für Dinamo und lebt in Zerendi im Gebiet Aqmola. Er ist Betreuer der kasachischen Biathlon-Nationalmannschaft. Posdnjakow debütierte im Biathlon-Weltcup 1994 als 99. beim Einzel in Ruhpolding, die ersten Punkte gewann er als 24. des Sprints in Nowosibirsk in der Saison 1996/1997. Dies blieb auch sein bestes Resultat im Weltcup, meistens war er im hinteren Drittel des Feldes platziert. Sein erstes Großereignis wurden die Biathlon-Weltmeisterschaften 1995 in Antholz, wo Posdnjakow in der Staffel eingesetzt wurde und mit Waleri Iwanow, Alexander Menschtschikow und Dmitri Pantow 15. wurde. Bei den Weltmeisterschaften 1997 in Osrblie kam der Kasache in allen fünf Wettbewerben zum Einsatz, die besten Ergebnisse erzielte er gemeinsam mit Iwanow, Sergei Abdukarow und Pantow in der Staffel auf Rang 18 und im Mannschaftswettbewerb auf Platz elf. In den Individualwettbewerben wurde er im Einzel 70., 31. im Sprint und 41. in der Verfolgung. Höhepunkt in seiner Laufbahn war die Teilnahme an den Olympischen Winterspielen 1998. Bei seinen drei Starts war Platz 24 im Sprint dank fehlerfreier Schießleistung das herausragende Ergebnis, Platz 59 im Einzel war im Rahmen seiner Möglichkeiten und in der Besetzung Pantow, Posdnjakow, Menschtschikow und Iwanow kam er auf Platz sechzehn mit der Staffel. Bei den Winterasienspielen 1999 siegte er mit der Staffel und wurde im Sprint und Einzel jeweils Zweiter. Auch 2001 startete Posdnjakow bei der Weltmeisterschaft, in Pokljuka war er im Sprint 89. und bei der Weltmeisterschaft drei Jahre später gelang ihm neben Platz 79 im Sprint mit dem 41. Rang im Einzel noch einmal eine bemerkenswerte Platzierung zum Abschluss seiner Karriere.

## Biathlon-Weltcup-Platzierungen
Die Tabelle zeigt alle Platzierungen (je nach Austragungsjahr einschließlich Olympische Spiele und Weltmeisterschaften).
- 1.–3. Platz: Anzahl der Podiumsplatzierungen
- Top 10: Anzahl der Platzierungen unter den ersten zehn (einschließlich Podium)
- Punkteränge: Anzahl der Platzierungen innerhalb der Punkteränge (einschließlich Podium und Top 10)
- Starts: Anzahl gelaufener Rennen in der jeweiligen Disziplin

| Platzierung                                | Einzel | Sprint | Verfolgung | Massenstart | Team | Staffel | Gesamt |
| ------------------------------------------ | ------ | ------ | ---------- | ----------- | ---- | ------- | ------ |
| 1. Platz                                   |        |        |            |             |      |         |        |
| 2. Platz                                   |        |        |            |             |      |         |        |
| 3. Platz                                   |        |        |            |             |      |         |        |
| Top 10                                     |        |        |            |             |      |         |        |
| Punkteränge                                |        | 2      |            |             | 2    | 8       | 12     |
| Starts                                     | 23     | 30     | 3          |             | 2    | 9       | 67     |
| Stand: Daten möglicherweise nicht komplett |        |        |            |             |      |         |        |